# Campylospermum deltoideum
Campylospermum deltoideum är en tvåhjärtbladig växtart som först beskrevs av John Gilbert Baker, och fick sitt nu gällande namn av Van Tiegh.. Campylospermum deltoideum ingår i släktet Campylospermum och familjen Ochnaceae. Inga underarter finns listade i Catalogue of Life.